# Susanne Brockenhuus-Schack
Susanne Brockenhuus-Schack (født Susanne Grandjean 10. januar 1938, død 6. maj 2024 var en dansk grevinde og kammerherreinde. 
Brockenhuus-Schack var barnebarn af maleren Laurits Tuxen. Hun boede på sit barndomshjem, herregården Vennerslund med sin mand, kammerherre Jens Brockenhuus-Schack.[kilde mangler] Vennerslund har været i familien Grandjeans eje siden 1806. Hun overtog herregården efter sin far i 1964, hvor hun også blev gift med Jens Brockenhuus-Schack.
Susanne Brockenhuus-Schack var i mange år formand for menighedsrådet i Stadager Sogn.